# ATP Challenger Lissabon
Das ATP Challenger Lissabon (offizieller Name: Lisboa Belém Open) ist ein Tennisturnier in Lissabon, das seit 2017 ausgetragen wird. Es ist Teil der ATP Challenger Tour und wird auf Sand ausgetragen.

## Liste der Sieger

### Einzel
| Jahr | Sieger                  | Finalgegner       | Ergebnis       |
| ---- | ----------------------- | ----------------- | -------------- |
| 2024 | Alexander Ritschard     | Raphaël Collignon | 6:3, 6:73, 6:3 |
| 2023 | Flavio Cobolli          | Benjamin Hassan   | 7:5, 7:5       |
| 2022 | Marco Cecchinato        | Luca Van Assche   | 6:3, 6:3       |
| 2021 | Dmitri Popko            | Andrea Pellegrino | 6:2, 6:4       |
| 2020 | Jaume Munar             | Pedro Sousa       | 7:63, 6:2      |
| 2019 | Roberto Carballés Baena | Facundo Bagnis    | 2:6, 7:65, 6:1 |
| 2018 | Tommy Robredo           | Cristian Garín    | 3:6, 6:3, 6:2  |
| 2017 | Oscar Otte              | Taro Daniel       | 4:6, 6:1, 6:3  |

### Doppel
| Jahr | Sieger                                    | Finalgegner                      | Ergebnis          |
| ---- | ----------------------------------------- | -------------------------------- | ----------------- |
| 2024 | Romain Arneodo Théo Arribagé              | George Goldhoff Fernando Romboli | 6:2, 6:3          |
| 2023 | Karol Drzewiecki Zdeněk Kolář (2)         | Jaime Faria Henrique Rocha       | 6:2, 7:65         |
| 2022 | Zdeněk Kolář (1) Gonçalo Oliveira (2)     | Wladyslaw Manafow Oleh Prychodko | 6:1, 7:64         |
| 2021 | Jeevan Nedunchezhiyan Purav Raja          | Nuno Borges Francisco Cabral     | 7:65, 6:3         |
| 2020 | Roberto Cid Subervi Gonçalo Oliveira (1)  | Harri Heliövaara Zdeněk Kolář    | 7:65, 4:6, [10:4] |
| 2019 | Philipp Oswald Filip Polášek              | Guido Andreozzi Guillermo Durán  | 7:5, 6:2          |
| 2018 | Marcelo Arévalo Miguel Ángel Reyes Varela | Tomasz Bednarek Hunter Reese     | 6:3, 3:6, [10:1]  |
| 2017 | Ruan Roelofse Christopher Rungkat         | Frederico Gil Gonçalo Oliveira   | 7:67, 6:1         |